# فرانك جي. أشبروك
فرانك جي. أشبروك (بالإنجليزية: Frank G. Ashbrook)‏ هو عالم حيوانات أمريكي، ولد في 20 أكتوبر 1892، وتوفي في 15 سبتمبر 1966.